# Amstel Gold Race 1999
De 34ste editie van de Amstel Gold Race vond plaats op 24 april 1999. Het parcours, met start en finish in Maastricht, had een lengte van 253 kilometer. Aan de start stonden 190 renners, waarvan 84 de finish bereikten. Michael Boogerd won in een millimetersprint à deux van Lance Armstrong. Het deelnemersveld betrof ook renners als Frank Vandenbroucke (25e) en Jan Ullrich, die 55e zou finishen.
De bekende hellingen Cauberg (2x), Keutenberg en Eyserbosweg moesten worden beklommen. Daarnaast was er na de Muizenberg ook de Belgische lus met de beklimmingen: Halembaye, Saint Siméon en de Saint Pierre. De laatste beklimming was de Nederlandse kant van de Sint-Pietersberg.
Maarten den Bakker, Leon van Bon en Markus Zberg zouden naast Boogerd ook namens Rabobank eindigen in de top 10.
Een jonge Alexandre Vinokourov reed vooraan mee in de vroege vlucht. Verder betrof het deelnemersveld ook nog ondere als Michele Bartoli, Paolo Bettini, Laurent Jalabert, Davide Rebellin, Johan Museeuw en Peter Van Petegem.

## Uitslag
| rang | renner              | land             | tijd       |
| ---- | ------------------- | ---------------- | ---------- |
| 1    | Michael Boogerd     | Nederland        | 6u 37' 23" |
| 2    | Lance Armstrong     | Verenigde Staten | z.t.       |
| 3    | Gabriele Missaglia  | Italië           | op 16"     |
| 4    | Maarten den Bakker  | Nederland        | z.t.       |
| 5    | Laurent Roux        | Frankrijk        | z.t.       |
| 6    | Léon van Bon        | Nederland        | op 46"     |
| 7    | Markus Zberg        | Zwitserland      | z.t.       |
| 8    | Gian Matteo Fagnini | Italië           | op 51"     |
| 9    | Daniele Nardello    | Italië           | z.t.       |
| 10   | Marco Velo          | Italië           | op 54"     |

1966 · 1967 · 1968 · 1969 · 1970 · 1971 · 1972 · 1973 · 1974 · 1975 · 1976 · 1977 · 1978 · 1979 · 1980 · 1981 · 1982 · 1983 · 1984 · 1985 · 1986 · 1987 · 1988 · 1989 · 1990 · 1991 · 1992 · 1993 · 1994 · 1995 · 1996 · 1997 · 1998 · 1999 · 2000 · 2001 · 2002 · 2003 · 2004 · 2005 · 2006 · 2007 · 2008 · 2009 · 2010 · 2011 · 2012 · 2013 · 2014 · 2015 · 2016 · 2017 · 2018 · 2019 · 2020 · 2021 · 2022 · 2023 · 2024 · 2025

Lijst van beklimmingen